# وابیشنک
وابیشنک (به لاتین: Łabiszynek) یک روستا در لهستان است که در گمینا گنگزنو واقع شده‌است. وابیشنک ۵۹۰ نفر جمعیت دارد.